# Malé Versailles
Někdejší slavný hostinec a oblíbené místo vycházek lázeňských hostů i místních obyvatel Malé Versailles, dříve německy Klein Versailles, nyní restaurace a čtyřhvězdičkový hotel, se nachází na území Městské památkové zóny ve čtvrti Westend v Karlových Varech v ulici Křižíkova 420/2. Objekt vznikl z původní cihelny v 18. století. Dům je prohlášen kulturní památkou, památkově chráněn je od 20. května 1991.

## Historie
Stavba objektu Malé Versailles vznikala od druhé poloviny 18. století v několika stavebních etapách.

### Po roce 1759
Dne 23. května 1759 krátce po poledni v domě U Tří mouřenínů v centru města vypukl velký požár. Během následných šesti hodin zničil dvě třetiny z tehdy existujících 224 karlovarských domů.
Na západním okraji města byla poté postavena cihelna, která vyráběla stavební materiál pro obnovu zničených obydlí. Ta je základem pro stavbu Malých Versailles. Ve východní části objektu je zachována původní pilířová sušárna cihel.

### Po roce 1780
Zřejmě kolem roku 1780, kdy cihelna již přestala plně sloužit svému původnímu účelu, byl objekt rozšířen a proměněn v romantický výletní hostinec se zahradou. Hostinci se říkalo Cihelna. Přízemí bylo vyzděno ze smíšeného zdiva a patro vyzdviženo z hrázděné konstrukce. Jednoduchá fasáda měla pozdně klasicistní charakter, hlavní vstup s předsazeným schodištěm měl jednoduchý klasicistní kamenný portál, okna byla rámována pouze rýhou v omítce.

#### Název hostince
Název „Malé Versailles“ je žertovného rázu. V době, kdy ve Francii vypukla revoluce, hovořilo se i v hostinci Cihelna o těchto událostech. Kdosi tehdy v žertu označil Cihelnu za Malé Versailles a název se ujal.

### 1. polovina 19. století
V roce 1807 byla v areálu hostince postavena střelnice a později kuželková dráha, oba tyto objekty se však nedochovaly.
V období do první poloviny 19. století byl objekt rozšířen východním směrem. Byla postavena nová štítová stěna s vložením půlkruhových oken. Kolem roku 1850 došlo k rozšíření směrem severním, do stráně. Byl přistavěn salónek vyčnívající severně z protáhlého obdélného půdorysu.
Roku 1820 zde byl hostem J. W. Goethe, když měl svatbu jeho sluha a dcera paní Heilingötterové, u níž Goethe v domě U Tří mouřenínů bydlel.

### 2. polovina 19. století

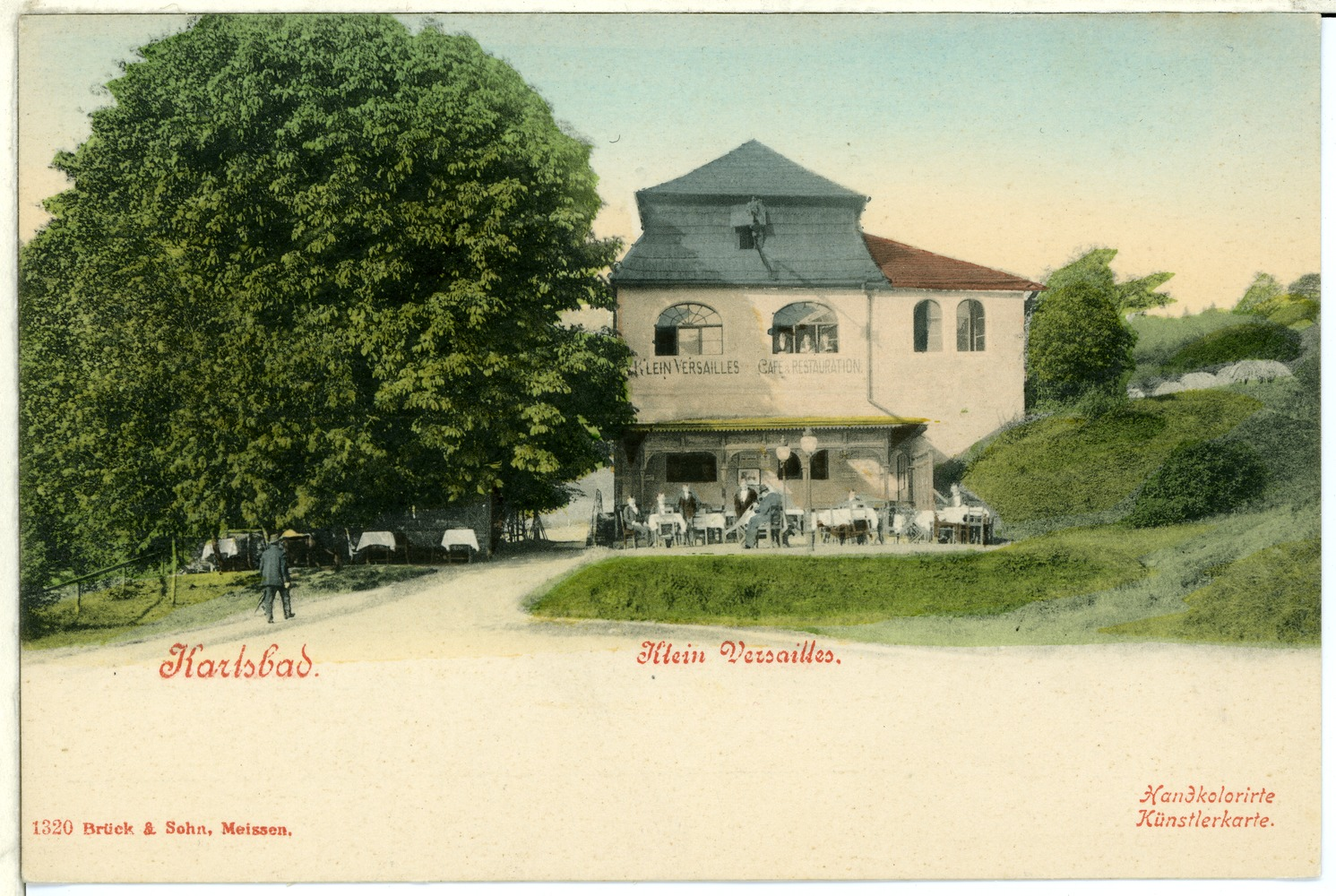
Klein Versailles v roce 1899

Již v polovině 19. století došlo k přístavbě objektu, kdy byly zřízeny prostory pro ustájení koní a přechování bryčky. Ty prostory byly v této etapě přestavěny do pozdější podoby. V téže době byl na zahradě postaven litinový prosklený pavilon (Glasspavilon) a zbudován rybníček pod terasami, který hostinci zajistil, díky rozmáhajícímu se bruslení, návštěvnost i v zimním období. Kolem roku 1880 byl objekt rozšířen severovýchodním směrem o přístavek pozdějších skladů.
Dne 29. srpna 1894 propachtovalo město objekt Josefu Hablovi za roční poplatek 1200 zlatých.

### 20. a 21. století
Dne 20. května 1991 byl „dům Malé Versailles“ prohlášen kulturní památkou. Památkově chráněn je pod rejstř. č. ÚSKP 20420/4-4548.
V letech 1995–1996 došlo k rekonstrukci objektu podle návrhu architekta Michala Karase.
K další větší úpravě pak došlo v letech 2015–2016, kdy byl dům kompletně přebudován podle projektu architekta Otto Kašparovského, studio Massimo Design, s. r. o., stavebník TUNA KV s.r.o., zhotovitel STASKO plus, spol. s r. o. Rekonstrukce získala titul Stavba roku Karlovarského kraje 2017.
1. prosince 2024 byl čtyřhvězdičkový hotel Malé Versailles znovu celkově uzavřen, opět z důvodu rozsáhlé rekonstrukce. Jejím cílem je větší kapacita pokojů, nová restaurace a nové, moderní wellness centrum. Zprovoznění hotelu je plánováno na rok 2026.

### Kontroverze
Podle Národního památkového ústavu, Územního odborného pracoviště v Lokti byly úpravy z období 2015–2016 nevhodné, byly v rozporu s podmínkami závazného stanoviska k projektu vydaného odborem památkové péče Magistrátu města Karlovy Vary, a zničily památkovou podstatu budovy.
Městští památkáři oponovali. Uvedli, že přestavbu povolili v souladu s ochranou památkových hodnot objektu, neboť většina byla přestavěna již při rekonstrukci v letech 1995–1996. Na nových konstrukcích nebylo podle nich již nic původního a historicky hodnotného, co by mělo být chráněno, a dodali, že postupovali v souladu se zákonem.

## Poloha
Malé Versailles se nachází na území Městské památkové zóny v prestižní čtvrti Westend lázní Karlovy Vary na adrese Křižíkova 420/2.
Budova je evidována jako objekt občanské vybavenosti v majetku společnosti TUNA KV s.r.o.